# 勇気 (岡村孝子のアルバム)
『勇気』（ゆうき）は、岡村孝子通算16枚目のスタジオ・アルバム。2011年9月7日発売。発売元はヤマハミュージックコミュニケーションズ。
規格品番はYCCW-10158。

## 解説
2007年より活動が再開されたあみん名義でのアルバム、2010年夏から2011年春の間に発表されたセルフカバー・スタジオライブ・アルバム『岡村孝子 四季の祈り』シリーズを挟み、メジャー・レーベルでのソロ作品は2006年12月13日に発売されたリミックス・アルバム『After Tone V』（BVCR-11099）以来となる。本作発売前にレコード会社をヤマハミュージックコミュニケーションズに移ったため、移籍第一弾アルバムとなった。CD帯では、「ソロデビュー25周年記念盤」と銘打たれている。
2010年、ソロ・デビュー25周年を迎えた際に発表した記念シングル「IDENTITY」（TLCC-2525）のほか、1987年に発表された楽曲「夢をあきらめないで」の新録音「夢をあきらめないで2011」が収録。当楽曲は先行で音楽配信がなされ、2011年8月13日にNHKで放送された音楽番組『第43回 思い出のメロディー』では、年号が付いたタイトルでテレビ披露されている。「雨上がりの虹のように」は安倍なつみに提供した楽曲のセルフカバー。アルバム表題曲「勇気」は元々、知人に依頼されてアメリカのオハイオ州トレドにある日本人補習授業校の校歌用に作成した楽曲。コンサートで歌われたことはあったが、CD音源化は初めてとなった。

## 収録曲
全曲作詞・作曲: 岡村孝子
編曲: 萩田光雄（M-1、2、5-10）、海老原真二（M-3、4、10）、 田代修二（M-10）
1. 一期一会 〜ようこそ、私の庭へ〜（4:29）
2. ずっと（4:32）
3. 勇気 〜courage〜 -アメリカ・オハイオ州トリド日本人補習校/校歌-（5:55）
4. 雨上がりの虹のように（4:48）
5. IDENTITY（5:41）
6. 友よ 〜時のかなたへ〜（4:57）
7. どんどん（5:15）
8. 星屑に願いを（4:11）
9. mother（4:31）
10. 夢をあきらめないで2011（5:06）